# Hypulia continua
Hypulia continua là một loài bướm đêm trong họ Geometridae.